# Al-Wehdat SC Amman
L'Al-Wehdat SC Amman, de vegades escrit Al-Wahdat o Al-Wihdat (àrab: نادي الوحدات الرياضي, Nādī al-Waḥdāt ar-Riyāḍī), és un club de futbol jordà de la ciutat d'Amman. El club també té seccions de voleibol, basquetbol i tennis taula. S'anomenà Al-Deffatain entre 1986 i 1988, adoptant aquest darrer any l'actual nom.

## Palmarès
- Lliga jordana de futbol:[2]
  - 1980, 1987, 1991–1992, 1994–1995, 1995–1996, 1996–1997, 1998, 2004–2005, 2006–2007, 2007–2008, 2008–2009, 2010–2011, 2013–2014, 2014–2015, 2015–2016, 2017–2018
- Copa jordana de futbol:[3]
  - 1982, 1985, 1988–1989, 1996, 1997, 2000, 2008–2009, 2009–2010, 2010–2011, 2013–2014
- Escut jordà de futbol:[3]
  - 1982, 1983, 1988, 1995, 2002, 2004, 2008, 2010, 2017
- Supercopa jordana de futbol:[3]
  - 1989, 1992, 1997, 1998, 2000, 2001, 2005, 2008, 2009, 2010, 2011, 2014